# Sirena
Siréna (starogrško ednina starogrško Σειρήν: Seirēn; množina starogrško Σειρῆνες: Seirēnes) je v starogrški mitologiji pripadnica dekliških bitij, od pasu navzdol ptica ali riba. Sirene so s petjem zavajale mornarje, denimo na Odisejevem popotovanju.